# 菅野良信
菅野 良信（すがの よしのぶ、1955年- ）は、元競輪選手。日本競輪選手会鹿児島支部に在籍していた。

## 経歴
日本競輪学校第40期生。同期には清嶋彰一や伊藤公人らがいる。在校競走成績第1位。
1977年11月13日、別府競輪場でデビューし1着、及び同開催の完全優勝も果たす。
1978年、西ドイツ・ミュンヘンで開催された世界選手権・プロスクラッチで3位。また、競輪祭・全日本新人王戦決勝でも3位に入った。
2002年3月5日、選手登録削除。通算戦績1961戦346勝。優勝35回。
引退後となる2003年に、鹿屋体育大学で自転車競技の授業の一環として行われることになった、「アスリート論」及び「コーチ論」の同大学初代講師となった。